# Dudley Garrett
Dudley „Red“ Garrett (* 14. Juli 1924 in Toronto, Ontario; † 24. November 1944 in Port-aux-Basques, Neufundland) war ein kanadischer Eishockeyverteidiger, der in seiner Zeit als Aktiver zwischen 1942 und 1943 für die New York Rangers in der National Hockey League spielte.

## Karriere
Red Garrett begann seine Karriere als Eishockeyspieler in seiner Heimatstadt bei den Toronto Shamrocks in der Saison 1940/41. In der folgenden Saison wurde der Verteidiger, der bei den Toronto Maple Leafs unter Vertrag stand, an deren damaliges Farmteam, die Toronto Marlboros, abgegeben, für die er sieben Scorerpunkte in 18 Spielen erzielte (darunter zwei Tore). In derselben Saison lief er zwölfmal für die Toronto Red Indians auf und erzielte fünf Scorerpunkte, darunter ein Tor. Im Jahr 1942 wurde Garrett von den Maple Leafs zusammen mit Babe Pratt an die New York Rangers abgegeben. In seiner ersten und einzigen Spielzeit in der National Hockey League kam Garrett auf 23 Einsätze für die Rangers, in denen ihm zwei Scorerpunkte gelangen, davon abermals ein Tor. Zudem spielte er sechsmal für das damalige Farmteam der Rangers, die Providence Reds aus der American Hockey League. Kurz nach seinem Engagement bei den Rangers trat Garrett in die Armee ein und starb am 24. November 1944 nach einem Kampfeinsatz in Port-aux-Basques, Neufundland.
In seinem Andenken wird seit 1947 jährlich der Rookie des Jahres der American Hockey League mit dem Dudley „Red“ Garrett Memorial Award ausgezeichnet.